# 布氏瓊銀漢魚
布氏瓊銀漢魚（學名：Kiunga bleheri）為輻鰭魚綱銀漢魚目似鯔銀漢魚科的其中一種，分布於巴布亞紐幾內亞淡水流域，為熱帶淡水魚，棲息在底中層水域，生活習性不明。